# Жеребко Максим Вікторович
Жеребко Максим Вікторович (нар. 5 листопада 2005, Київ) — український хокеїст, чемпіон України-2023.

## Дитинство
Максим народився 5 листопада 2005 року в Києві. До третього класу взагалі не знав, що таке хокей. Почалося все з того, як до школи, де навчався хлопець прийшов тренер школи «Сокола» Володимир Єрьомін. Він роздав візитки — «набір у хокей». А вчительку попрохав: «Підійміть трьох найдисциплінованіших дітей». 
«Не знаю, як так вийшло, але потрапив у цю трійку. Володимир Леонідович сказав нам приходити на тренування. Потрібен був дозвіл батьків. Сказав мамі, що хочу просто подивитися, що таке хокей. Мені саме це слово було цікавим. Потім подивився відео і зрозумів, що це класно. Коли ж спробував сам, то сумнівів, чи тренуватися далі, вже не було. Дякую тренерові за те, що відкрив для мене цей вид спорту. А брат Денис натомість почав грати набагато швидше, ще з садка», — розповідає Максим.

У школі «Сокола» Жеребко-старший виділявся серед ровесників і був одним із лідерів команди 2005 року народження, яка під керівництвом Раміля Юлдашева виступала в чемпіонаті України. Максим з дитячих років був улюбленцем фанатів «Сокола», які підтримували дитячі команди «Сокола» в той час, як дорослої команди в 2014—2020 роках на хокейній мапі України не існувало. Коли вболівальники підійшли до хокеїста під час його дебюту за перший склад «Сокола», він сказав:
«Це особливі відчуття. Дехто з цих людей підтримував мене, ще коли ми грали за дитячі команди „Сокола“, тренуючись на Оболоні. Нам тоді було дуже приємно, що люди їздять на виїзди до Кривого Рога, Харкова, щоб підтримати нас, дітей. Куди ми їздили, туди й вони».
В сезоні-2021/2022 Максим виступав за молодіжну команду «Сокола» під керівництвом Артема Бондарєва в Молодіжній хокейній лізі. І став за підсумками незавершеного через початок повномасштабної війни чемпіонату чемпіоном України.
Рідний брат Денис Жеребко (2008 р.н.) теж тренується у школі «Сокола».

## «Сокіл»
Дебют 16-річного Максима за основний склад «Сокола» відбувся незадовго до повномасштабної війни, 4 лютого 2022-го, в матчі проти команди Броварського спортивно-фахового коледжу. До того він встиг три тижні потренуватися під керівництвом тренера першої команди Олега Шафаренка поряд із досвідченими хокеїстами, половина з яких були легіонерами.
«Спершу навіть до сили передач під час тренувань доводилося звикати», — пояснив Жеребко основну відмінність між дитячим хокеєм і юнацьким після дебюту. 
Можливо, в сезоні-2021/2022, який завершився для дорослого «Сокола» чемпіонством за підсумками незавершеного чемпіонату, Максим зіграв би й більше одного матчу. Але повномасштабне російське вторгнення внесло корективи. Більшість ровесників втекли від війни за кордон. Жеребко залишився вдома, хоча мав кілька варіантів з продовженням кар'єри за кордоном. Сам зізнавався, що не поїхав, бо в тих командах були інші легіонери і не було гарантії, що матиме стабільну ігрову практику.  
Врешті, у вересні 2022-го запропонував виступати в головній команді «Сокола» новий тренер команди Костянтин Сімчук. Той погодився і проявив себе в команді, вкомплектованій в основному дуже досвідченими хокеїстами, зокрема його колишнім тренером у молодіжній команді Артемом Бондарєвим, прекрасно. Більше того, в окремих поєдинках, коли через травми випадав хтось із провідних гравців, тренери довіряли Максимові місце в першій ланці, разом із Владиславом Куцевичем і Олексієм Янішевським.
Завдяки великому об'єму роботи отримував схвальні відгуки від тренерів. Ось лишень з результативністю тривалий час не складалося. Що засмучувало найперше самого гравця. Перший у житті плей-оф у виконанні Жеребка виявився прекрасним в усіх розуміннях. Він достойно відборовся в кожному з поєдинків, а вінцем стала шайба на старті третього матчу фінальної серії з «Кременчуком».
Надодачу в тій грі Максим ще й отримав статус «провокатора». Це сталося в тому самому третьому матчі. Оборонець «Кременчука» Філіп Матвієнко вдарив Жеребка, який лежав на льоду за ворітьми, ковзаном. Максим дивом уникнув травми після грубих дій суперника, але був покараний матчем дискваліфікації. Згідно з вердиктом дисциплінарного комітету Федерації хокею України, за те, що спровокував суперника. Матвієнко натомість отримав за грубість три матчі дискваліфікації. Але вирішальну, п'яту гру фінальної серії пропускали обоє. Жеребка це дуже засмутило. Мовляв, такі ігри можуть трапитися раз за кар'єру. Зрештою, відігравши у 37-ми з 38-ми поєдинків сезону, Максим заслужив перше в кар'єрі чемпіонство.

## Титули та досягнення
Чемпіон України (2023)